# Osteopeni
Osteopeni betyder brist på benvävnad, minskad bentäthet. Osteopeni kan delas in i osteoporos och osteomalaci. Risken för benbrott är kraftigt förhöjd vid osteopeni. Kalciumomsättningen är mycket viktig för kroppens skelett. 
Ärftlighet är en viktig faktor för bentätheten. Vita kvinnor som inte har nått klimakteriet och har en slank kropp är särskilt drabbade av detta tillstånd. Bentätheten i ryggrad och höfter kan ofta öka om individen promenerar 5 till 8 kilometer i veckan och åtgärdar eventuella brister av D-vitamin och kalcium. Det finns även många läkemedelsbehandlingar tillgängliga som kan användas vid osteopeni, bland annat olika hormonella behandlingar.